# Bon Iver, Bon Iver
Bon Iver, Bon Iver é o segundo álbum de estúdio da banda de indie folk estadunidense Bon Iver, lançado em 17 de junho de 2011. O álbum é composto por 10 canções e foi visto como uma nova direção tomada pelo grupo. O trabalho foi comercialmente bem-sucedido, estreando na primeira posição das paradas musicais norueguesa e dinamarquesa, e no número dois da Billboard 200, a parada americana. Na primeira semana após o lançamento do álbum, foram vendidas 104.000 cópias nos Estados Unidos, e até janeiro de 2012, 357.811 no país. Bon Iver, Bon Iver foi bem-recebido pela crítica especializada, inclusive sendo considerado por alguns como o melhor álbum de 2011. O álbum ganhou o Prêmio Grammy para Melhor Álbum de Música Alternativa na quinquagésima quarta edição, equanto a faixa "Holocene" foi indicada para Canção do Ano e Gravação do Ano.
Em 2021, a banda anunciou o relançamento do álbum em comemoração ao seu aniversário de 10 anos. O álbum contará com suas 10 faixas originais e será adicionado de 5 faixas das sessões no estúdio AIR.￼

## Recepção crítica
| Críticas profissionais | Críticas profissionais |
| Pontuações agregadas   | Pontuações agregadas   |
| Fonte                  | Avaliação              |
| ---------------------- | ---------------------- |
| Metacritic             | 86                     |
| Avaliações da crítica  |                        |
| Fonte                  | Avaliação              |
| The Guardian           | [ 7 ]                  |
| No Ripcord             | (8/10)                 |
| One Thirty BPM         | (87%)                  |
| NME                    | (7/10)                 |
| Pitchfork Media        | (9.5/10)               |
| Rolling Stone          | [ 12 ]                 |
| Slant Magazine         | [ 13 ]                 |
| Spin                   | (8/10)                 |
| Sputnikmusic           | [ 15 ]                 |
| Allmusic               | [ 16 ]                 |

O álbum recebeu aclamação pela maioria dos críticos musicais em seu lançamento. No Metacritic, o álbum recebeu a nota 86, baseada em 42 críticas, indicando "aclamação universal". A revista Paste e o portal Pitchfork Media elegeram o álbum como o melhor de 2011,, enquanto a Stereogum, Q, Uncut, Spin e Mojo o colocaram em terceiro, quarto, nono, décimo quarto e décimo sexto, respectivamente. 
No entanto, Tim Sendra, do Allmusic, escreveu uma resenha desfavorável. A crítica foi principalmente ao afastamento da sonoridade do primeiro álbum do grupo. Ele acusou o álbum de ser muito saturado pelo uso exagerado de instrumentos adicionais, enquanto For Emma, Forever Ago era efetivamente mais simples.
Bon Iver, Bon Iver foi eleito o Melhor Álbum de Música Alternativa nos Prêmios Grammy de 2012, enquanto a banda também ganhou o prêmio Artista Revelação. O grupo também foi indicado a Melhor Artista Internacional Masculino Solo e Melhor Revelação Internacional.

## Lista de faixas
Todas as faixas escritas e compostas por Justin Vernon. 
| N.º            | Título          | Duração |  |
| 1.             | "Perth"         | 4:22    |  |
| 2.             | "Minnesota, WI" | 3:52    |  |
| 3.             | "Holocene"      | 5:37    |  |
| 4.             | "Towers"        | 3:08    |  |
| 5.             | "Michicant"     | 3:42    |  |
| 6.             | "Hinnom, TX"    | 2:45    |  |
| 7.             | "Wash."         | 4:59    |  |
| 8.             | "Calgary"       | 4:10    |  |
| 9.             | "Lisbon, OH"    | 1:33    |  |
| 10.            | "Beth/Rest"     | 5:17    |  |
| Duração total: | Duração total:  | 39:25   |  |